# 阿特蘭大聯足球會
阿特蘭大聯足球會（Atlanta United FC）是一支位於美國喬治亞州亞特蘭大的職業足球俱樂部。球隊作为一只美國職業足球大聯盟扩充球队成立於2014年4月16日，所有人为家得寶的联合创办人及亞特蘭大獵鷹的所有人亞瑟·伯朗克。從2017年球季起，正式加入美國職業足球大聯盟東岸賽區。球隊主場是梅賽德斯-賓士體育場。

## 球队历史
2008年时，亚特兰大是全美最大的没有一只美國職業足球大聯盟的都市圈，因此亚特兰大猎鹰的所有者亚瑟·布兰克的AMB集团向大联盟递交了一份扩充球队的申请，但又因无法为球队建造一座体育场，于2009年年初撤回了申请。即便如此，大联盟执行副主席Dan Courtemanche在2009年7月10日表示他正在与布兰克进行关于亚特兰大作为可能的扩充球队的商讨。
2012年5月，当猎鹰队新球场申请等待批示的时候，大联盟总裁Don Garber表示亚特兰大是三个引人瞩目的未来扩充球队之一。此外，当布兰克在猎鹰队季票持有者年会上展示他修建新场馆的提案时表示，新场馆将会帮助建立一只职业足球大联盟球队，并且增加举办世界杯的可能性。2012年11月，Garber表示如果猎鹰队能够完成新球场的计划，大联盟将会“研究如何在此计划基础上加入一只职业足球大联盟球队的提案”。
2013年，猎鹰队主席和首席执行官Rich McKay声明球队“对于许多可能性持开放态度，包括（猎鹰队）拥有这支扩充球队或者其他人持有这支球队（但与猎鹰共用体育场）”。Dan Courtemanche表示“（大联盟）对亚特兰大市场非常有信心”，并且列举城市的西裔人口不断上涨以及大企业可以成为赞助商作为论据。2013年3月，亚特兰大市政府与猎鹰队在经费上达成一致，并且佐治亚经济发展部于同年5月批准了发布三千万美元的债券用来购买新球场的土地。球场计划于2017年投入使用并且可以被布置成职业足球场馆。在2013年12月美国足球大联盟记者会上，Garber表示亚特兰大是扩充球队的几个首选目的地之一，并且强调了大联盟在美国东南部扩充的目标。同月，Garber透露联盟正在与猎鹰队进行球场的最终商讨。2014年1月谈判继续，Courtemanche表示“亚特兰大的扩充球队有着光明的前景”。2014年2月，McKay表示谈判已经取得了“深入的进展”。
2014年4月16日，布兰克声明大联盟已经批准了他的集团运营亚特兰大的扩充球队，球队将于2017赛季开始比赛。亚特兰大是当年五个月内获得批准的第二支在美国东南部大联盟扩充球队（另一支是2013年底公布的奧蘭多城足球俱樂部）。东南部从2001年迈阿密融合与坦帕湾反叛俱乐部解散后就一直没有一支大联盟球队。

### 马蒂诺时期（2017年-2019年）
2017年3月5日，亚特兰大联在鮑比·杜德球場进行了联盟常规赛首秀。在55297名观众的注视下，亚特兰大联队以1：2的比分不敌紐約紅牛。Yamil Asad打进了球队建队历史上的第一个进球。一周之后球队迎来了建队史上的第一场胜利，以6：1的比分血洗另一支同年进入大联盟的扩充球队明尼蘇達聯足球會。亚特兰大联队于2017年3月18日以4：0的比分赢得了第一场主场胜利，对手是芝加哥火焰足球會，该场比赛球票全部售完。
2017年9月，球队搬入梅赛德斯-奔驰体育场。从那以后球队的上座人数平均达到48000人，领跑大联盟并且打破了大联盟的平均上做记录。第一个赛季亚特兰大联队以东部第四名的成绩获得了季后赛的席位。在2017年季后赛第一轮中，亚特兰大联坐镇主场，在破纪录的6万7千多名观众关注下迎战哥倫布機員足球會，经过120分钟激战双方0-0战平，亚特兰大联被点球大战淘汰。
2018赛季，亚特兰大联队延续了2017年的良好势头，在常规赛大部分时间内都占据着东区榜首的位置，同时也是支持者之盾的最有力竞争者。遗憾的是，球队在九月输给了华盛顿联队与支持者之盾的另一支强有力竞争者纽约红牛队，使得纽约红牛队能够在最后一轮前把积分差距追近至一分。常规赛最后一轮，亚特兰大联队1：4客场惨败于多倫多FC，而纽约红牛队则1：0战胜奥兰多城。纽约红牛成功以两分之差反超获得2018赛季支持者之盾。而在季后赛中，首轮轮空的亚特兰大联先以两回合3：1的比分在第二轮击败紐約城。第三轮第一场比赛又以3：0的比分主场复仇该赛季两次击败过自己的纽约红牛奠定胜局（最终两回合3：1晋级MLS杯决赛）。决赛中凭借着Josef Martinez的一个进球和一次助攻，亚特兰大联队以2：0的比分在主场73000名支持者面前战胜波特兰伐木者，成功捧得MLS杯，这也是在1995年亞特蘭大勇士夺得世界大賽冠军后亚特兰大第一个重大锦标。
球队主教练马蒂诺在赛季中宣布将不会在2019赛季之后继续执教。约瑟夫·马丁内斯成为联赛有价值球员，马蒂诺获选年度最佳教练。

## 球队颜色及会徽
体育画报于2015年6月25日报道了新成立的球队将会被命名为亚特兰大联队（Atlanta United FC）。官方的球队名称及会徽发布会举行于当年7月7日。球队主席Darren Eales解释取名的原因称，球队名字是经过对球队支持者的调查以及对球队正面形象词语研究之后决定的。

### 球队队徽

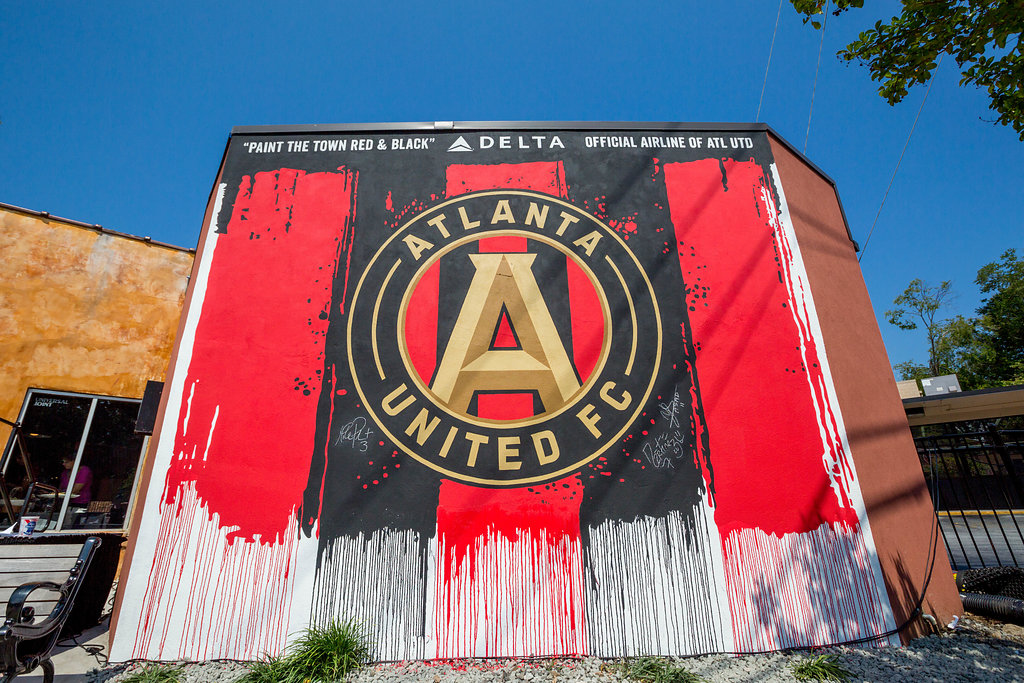
亚特兰大联在Decatur的壁画

球队队名，队徽及颜色发布于2015年7月7日。队徽的设计体现了亚特兰大的历史与文化，强调了亚特兰大进步与充满激情的形象。
队徽整体为圆形，与亚特兰大市徽类似，同时也象征着亚特兰大继承的奥运精神。圆形同时蕴含着团结与永不停歇的活力。正中央显著的粗体字母“A”代表了亚特兰大坚韧的毅力。背后五条红黑相间的条纹分别代表着“团结”，“决心”，“集体”，“卓越”与“创新”，球队绰号“The Five Stripes”也来源于此。两道黑色的条纹也寓意着亚特兰大曾经丰富的铁路文化。

### 球队颜色
球队颜色由红黑金三色组成，与猎鹰队成立时的官方颜色相同。红色代表着尊严与激情，黑色代表着力量，金色代表着对卓越的追求。

### 球队赞助商
2016年7月12日，球队公布了美国家庭保险集团作为一线队的球衣胸前广告提供商，具体谈判内容和合同细节并未对外透露，而预备队的胸前广告则由美国太阳信托银行赞助。

## 球队主场

### 梅赛德斯-奔驰体育场

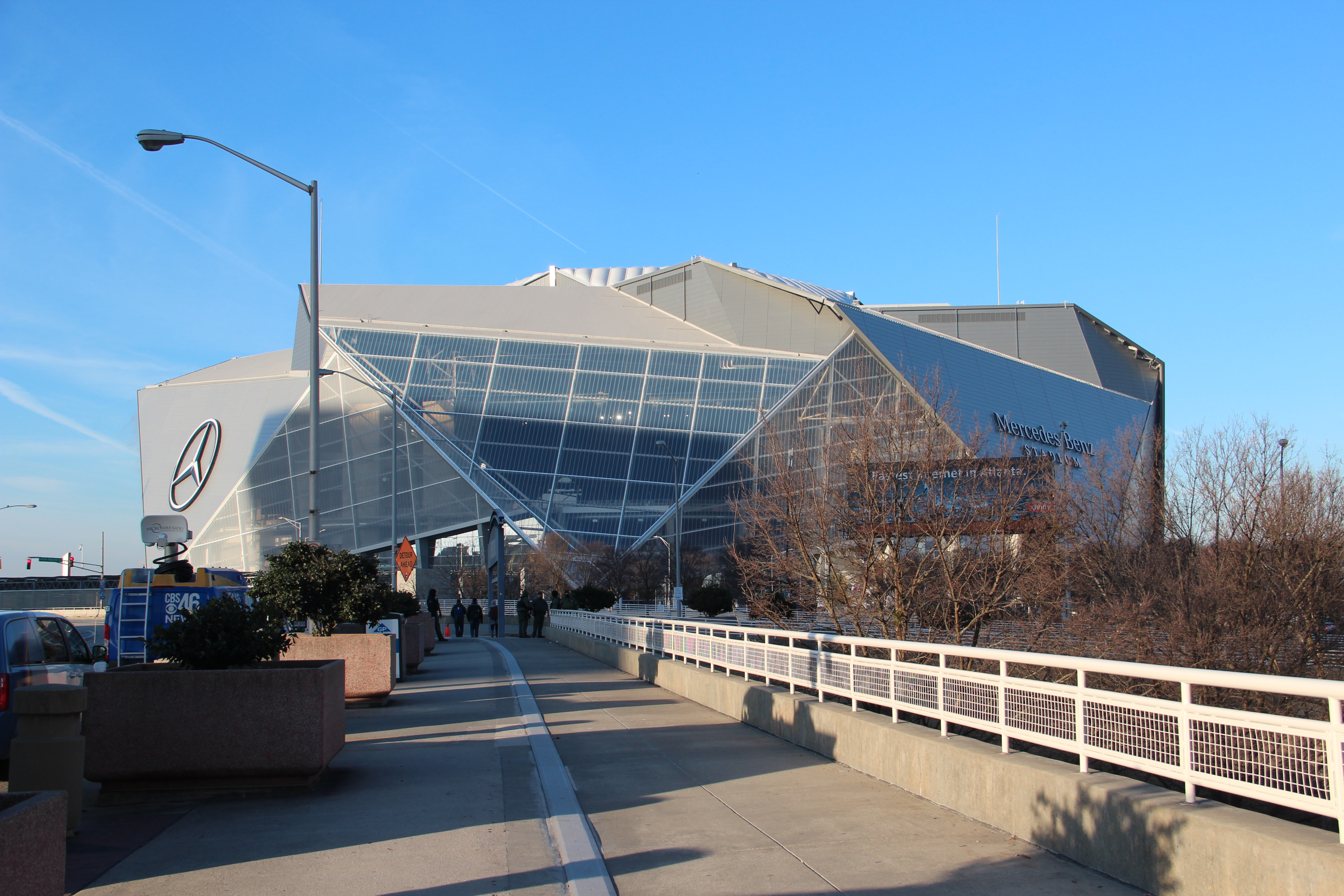
梅赛德斯-奔驰体育场，摄于2018年1月

球队主场梅赛德斯-奔驰体育场同时也是亚特兰大猎鹰队的主场。球场设计容量为71000人，但可通过用幕布关闭第三级看台的方式调整成42500人的足球比赛设置，以此来营造足球比赛紧张激烈的氛围。2017年10月22日球队主场迎战多伦多FC时上座人数为71874人，打破了大联盟常规赛上座记录。梅赛德斯-奔驰体育场的开幕日期几经推迟，最初计划投入使用日期为2017年3月，2016年1月时球队宣布球场延后至2017年六月才能完工。亚特兰大联队原计划于2017年7月30日搬入球场，但由于球场顶棚的八块可移动屋顶复杂的安装过程不得不再次推迟。球队在同年7月29日与奥兰多城SC的比赛因此改在鲍比·杜德球场进行，而八月份的两场比赛则因为与佐治亚理工橄榄球队训练冲突也无法在鲍比·杜德球场进行，不得不改期
。最终，亚特兰大联在梅赛德斯-奔驰体育场的首秀定于2017年9月10日对阵达拉斯FC。

### 鲍比杜德球场
因为梅赛德斯-奔驰体育场的尚未竣工，亚特兰大联队于2017上半赛季借用佐治亚理工学院的主场鲍比杜德球场举行主场比赛。尽管亚特兰大联队争取在使用鲍比杜德球场期间平衡主客场场次，但为了避免与佐治亚理工学院橄榄球队的春季训练赛冲突，亚特兰大联队还是在2017年4月大部分时间没有安排主场比赛。俱乐部官员透露乔治亚巨蛋将不会作为一个可行的举行主场比赛的备选项，因为这样将会耽误佐治亚巨蛋的爆破时间，进而推迟梅赛德斯-奔驰体育场的完工时间。

## 球队文化

### 球队拥趸
亚特兰大联队官方承认四个球迷组织，分别是：Terminus Legion, Footie Mob, Resurgence 以及 The Faction。
Terminus Legion是由平面设计师Matt Stigall于2011年三月创建的球迷组织。Stigall希望能够展示亚特兰大球迷对足球的支持，尽管亚特兰大经常被认为是一座“懒惰球迷的城市”。Terminus Legion这个名字缘起于亚特兰大刚建成时的称号，他们的徽章由一个蒸汽机车车头前方的挡板和枕木组成，反映了城市作为铁路枢纽的历史。在宣布亚特兰大获得一支扩充球队仅仅几天后，Terminus Legion的会员数就跃升至了500多人。在2017年前Stigall称Terminus Legion将支持亚特兰大各级足球队，包括在北美足球联赛参赛的亚特兰大银背猩和其他业余球队，并且参加球队在宿敌奥兰多城的客场比赛。
2015年12月前，新的扩充球队的拥趸就已经购买了29000张季票。而在2017年12月时已有36000名季票持有者。

### 上座人数
2017年9月12日，亚特兰大联队公布了球队已经卖出了多于69256张在9月16日梅赛德斯奔驰球场对阵奥兰多城SC的球票，打破了之前由洛杉磯銀河创造的大联盟单场上座记录（69255人）。那场比赛的官方上座人数是70425人，使得亚特兰大联队成为大联盟史上第一支卖出超过70000张球票，并且同天没有两场比赛的球队。
2017年10月5日，亚特兰大联队公布了他们卖出了多于70426张在10月22日对阵多伦多FC的球票。这使得亚特兰大联队打破了之前由西雅圖海灣者保持的大联盟单赛季平均上座记录，和由纽约宇宙保持的美国职业足球史上最高的单赛季平均上座记录。该场比赛的官方上座记录是71874人，同时也是他们该赛季第二次打破大联盟单场上座记录。亚特兰大联队当季平均单场上座人数为48200人，比许多英超知名俱乐部还要高，例如埃弗顿与切尔西。
2018年3月11日，球队第三次打破了大联盟单场球票销售记录，卖出了72035张2018赛季揭幕战迎战DC联队的球票。2018年6月30日，亚特兰大联队的球迷又刷新了另一项世界纪录。当天亚特兰大联队的比赛有71932名球迷观战，是当天世界上现场观看人数最多的比赛，甚至比在俄罗斯举办的2018年國際足協世界盃当天的每场比赛到场人数还要多。
2018年7月15日，球队再一次打破了大联盟单场球票销售记录，共有72243名球迷到场观战。 截止到2018年10月21日止，大联盟史上现场观看人数最多的7场比赛都属于亚特兰大联队。亚特兰大联队同时在2018赛季也打破上赛季自己创造的大联盟单季平均单场上座人数（53002人/场）。而在2018年12月8日亚特兰大联队赢得MLS杯的比赛中有73019名球迷到场观战，刷新了大联盟史上任何比赛的单场到场人数记录。

### 球队传统
自球队创建伊始，亚特兰大联队就引入了一项向亚特兰大铁路文化致敬的传统：金色道钉。当球队主场比赛之前，球员和球迷都会在一根金色道钉上签名，然后球迷们会簇拥着道钉进场并且由一名本地的名人将道钉砸入一个平台。每个主场比赛结束之后，被选为当场比赛最佳的球员也会砸下道钉。2017赛季砸下道钉的亚特兰大明星有嘻哈音乐家二链子，Yung Joc，Waka Flocka，乡村音乐歌手扎克·布朗，亞特蘭大勇士退役球星安德魯·瓊斯，亚特兰大篮球运动员蒂芙尼·海耶斯和丹尼斯·施洛德。亚特兰大本地饶舌歌手Archie Eversole也参与了这项活动并且为此创作了一首名为“团结我们就能胜利”（"United We Conquer"）的饶舌主题曲。2018年更多的明星加入到了这一行列，其中包括歌手T-Pain，荷兰足球传奇人物埃德加·戴维斯，亚特兰大多栖体育明星布莱恩·乔丹，拳王霍利菲尔德，和饶舌歌手Jeezy和 杀手迈克.。

## 所有權
球隊老闆亞瑟·伯朗克為美國商人，家得寶的聯合創辦人。他也因他的慈善事業和擁有國家美式足球聯盟亞特蘭大獵鷹的所有權聞名。

## 球员名单
最後更新：2019年2月23日 
| 球衣号码 | 场上位置 | 球员名字          | 国籍     |
| -------- | -------- | ----------------- | -------- |
| 1        | 守門員   | 布拉德·古赞       | 美国     |
| 2        | 後衛     | 布兰科·埃斯科巴   | 阿根廷   |
| 3        | 後衛     | 迈克尔·帕克赫斯特 | 美国     |
| 4        | 後衛     | 弗洛伦丁·博格巴   | 几内亚   |
| 5        | 後衛     | 列安得罗·皮雷斯   | 阿根廷   |
| 6        | 中場     | 达灵顿·纳格贝     | 美国     |
| 7        | 前鋒     | 约瑟夫·马丁内斯   | 委內瑞拉 |
| 8        | 中場     | 埃塞基耶尔·巴科   | 阿根廷   |
| 9        | 前鋒     | 罗马里奥·威廉姆斯 | 牙买加   |
| 10       | 中場     | 冈萨洛·马丁内斯   | 阿根廷   |
| 11       | 中場     | 埃里克·雷米蒂     | 阿根廷   |
| 12       | 後衛     | 迈尔斯·罗宾逊     | 美国     |
| 13       | 守門員   | 布伦丹·摩尔       | 美国     |
| 15       | 前鋒     | 赫克托·比利亚尔瓦 | 阿根廷   |
| 18       | 中場     | 杰夫·拉伦托维茨   | 美国     |
| 19       | 前鋒     | 布兰顿·瓦斯奎斯   | 美国     |
| 20       | 後衛     | 布雷克·谢亚       | 美国     |
| 21       | 後衛     | 乔治·贝罗         | 美国     |
| 22       | 後衛     | 米基·安布罗斯     | 美国     |
| 23       | 前鋒     | 拉各斯·昆加       | 美国     |
| 24       | 中場     | 朱利安·格雷塞尔   | 德国     |
| 25       | 守門員   | 艾力克·坎恩       | 美国     |
| 26       | 前鋒     | 乔恩·加拉格尔     | 愛爾蘭   |
| 27       | 中場     | 克里斯·哥斯林     | 美国     |
| 28       | 中場     | 迪昂·佩雷拉       | 英格兰   |
| 30       | 中場     | 安德鲁·卡尔顿     | 美国     |
| 32       | 中場     | 凯文·克拉茨       | 德国     |
| 33       | 中場     | 戈登·维尔德       | 德国     |
| -        | 後衛     | 何塞·赫尔南德斯   | 委內瑞拉 |
| -        | 前鋒     | 帕特里克·奥孔科沃 | 奈及利亞 |

### 球衣号码 17
17 - 2017年2月10日, 亚特兰大联队发布公告称球衣号码17将会被保留给球迷。这个号码代表了球队开始大联盟比赛的第一年的年份（2017年）。亚特兰大联从建队伊始便希望能够用这样的方式来纪念球迷，亚特兰大市和那些定义了俱乐部精神内核的人们。

## 职员名单

### 技术职员
| 职务         | 姓名           | 国籍   |
| ------------ | -------------- | ------ |
| 主教练       | 弗兰克·德波尔  | 荷蘭   |
| 助理教练     | Darío·Sala     | 阿根廷 |
| 助理教练     | Jorge·Theiler  | 阿根廷 |
| 守门员教练   | Aron·Hyde      | 英格兰 |
| 体育科学总监 | Ryan·Alexander | 美国   |

### 管理职员
| 职务         | 姓名             | 国籍   |
| ------------ | ---------------- | ------ |
| 所有人       | 亚瑟·布兰克      | 美国   |
| 总经理       | Darren·Eales     | 英格兰 |
| 技术指导     | Carlos·Bocanegra | 美国   |
| 副总经理     | Ann·Rodriguez    | 美国   |
| 青训指导     | Tony·Annan       | 美国   |
| 青训操作指导 | Paul·McDonough   | 美国   |

球队历史总经理
- Darren Eales : 2014年9月10日 – 现在

球队历史主教练
- 赫拉多·马蒂诺 : 2016年9月27日 – 2018年12月9日
- 弗兰克·德波尔 : 2018年12月23日 – 现在

## 球队记录
| 赛季 | 比赛场数 | 胜 | 负 | 平 | 积分 | 进球 | 失球 | 排名         | 美国公开赛 | 季后赛       | 中北美洲及加勒比海足球冠军联赛 |
| ---- | -------- | -- | -- | -- | ---- | ---- | ---- | ------------ | ---------- | ------------ | ------------------------------ |
| 2017 | 34       | 15 | 9  | 10 | 55   | 70   | 40   | 东区并列第三 | 16强       | 淘汰赛第一轮 | 未参赛                         |
| 2018 | 34       | 21 | 7  | 6  | 69   | 70   | 44   | 东区第二     | 16强       | MLS杯冠军    | 未参赛                         |

### 进球数
最後更新：2018年11月29日 
| 排名 | 球员姓名        | 在队时间 | 常规赛 | 季后赛 | 美国公开赛 | 总计 |
| ---- | --------------- | -------- | ------ | ------ | ---------- | ---- |
| 1    | Josef Martínez  | 2017–    | 50     | 3      | 1          | 54   |
| 2    | Miguel Almirón  | 2017–    | 21     | 1      | 0          | 22   |
| 3    | Héctor Villalba | 2017–    | 20     | 1      | 0          | 21   |
| 4    | Julian Gressel  | 2017–    | 9      | 0      | 1          | 10   |
| 5    | Yamil Asad      | 2017     | 7      | 0      | 0          | 7    |
| 6    | Ezequiel Barco  | 2018–    | 4      | 0      | 1          | 5    |
| 7    | Kevin Kratz     | 2017–    | 3      | 0      | 1          | 4    |
| 8    | Greg Garza      | 2017–    | 3      | 0      | 0          | 3    |
| 8    | Jacob Peterson  | 2017     | 3      | 0      | 0          | 3    |
| 8    | Brandon Vazquez | 2017–    | 1      | 0      | 2          | 3    |

### 助攻
最後更新：2018年11月29日 
| 排名 | 球员姓名               | 在队时间 | 常规赛 | 季后赛 | 美国公开赛 | 总计 |
| ---- | ---------------------- | -------- | ------ | ------ | ---------- | ---- |
| 1    | Miguel Almirón         | 2017–    | 28     | 1      | 0          | 29   |
| 2    | Julian Gressel         | 2017–    | 23     | 1      | 1          | 25   |
| 3    | Héctor Villalba        | 2017–    | 20     | 0      | 0          | 20   |
| 4    | Yamil Asad             | 2017     | 13     | 0      | 0          | 13   |
| 5    | Greg Garza             | 2017–    | 8      | 0      | 0          | 8    |
| 6    | Josef Martínez         | 2017–    | 7      | 0      | 0          | 7    |
| 7    | Leandro González Pírez | 2017–    | 5      | 0      | 0          | 5    |
| 8    | Ezequiel Barco         | 2018–    | 3      | 0      | 1          | 4    |
| 8    | Jeff Larentowicz       | 2017–    | 3      | 1      | 0          | 4    |
| 9    | Mikey Ambrose          | 2017–    | 2      | 0      | 1          | 3    |
| 9    | Kevin Kratz            | 2017–    | 2      | 0      | 1          | 3    |
| 9    | Darlington Nagbe       | 2018–    | 3      | 0      | 0          | 3    |

## 榮譽
美國
- 美國職業足球大聯盟杯
  - 2018年
- 美國聯賽盃
  - 2019年
- 季后赛东区冠军
  - 2018年

## 外部連結
- 官方网站